# Perruche de Luçon
Tanygnathus lucionensis
Espèce
Statut de conservation UICN

 NT  : Quasi menacé
Statut CITES
La Perruche de Luçon (Tanygnathus lucionensis) est une espèce d'oiseau appartenant à la famille des Psittaculidae.

## Description
Cet oiseau mesure environ 31 cm de long. Son plumage est vert avec des écailles brunes sur les ailes, la nuque bleu ciel, le bec rouge orangé, les iris jaunes et les pattes rosées.
Cette espèce ne présente pas de dimorphisme sexuel.

## Sous-espèces
Selon la classification de référence du Congrès ornithologique international (15.1, 2025) elle se répartit en quatre sous-espèces (ordre phylogénique) :
- lucionensis (Linné, 1766) — Luçon et Mindoro ;
- hybridus Salomonsen, 1952 — Polillo ;
- salvadorii Ogilvie-Grant, 1896 — du centre de l'archipel à l'archipel de Sulu et îlots du nord est de Bornéo ;
- talautensis Meyer & Wiglesworth, 1895 — îles Talaud.

## Habitat
Cet oiseau vit surtout dans les épaisses forêts primaires de plaine vers 1 000 m d'altitude mais peut également être observé dans des milieux plus ouverts comme les forêts secondaires et les cultures.

## Répartition
La Perruche de Luçon peuple les Philippines et les îles au nord-est de Bornéo.

## Comportement
Cette espèce se déplace généralement en groupes de 10 à 20 individus.

## Alimentation
Cet oiseau consomme essentiellement des fruits, des baies, des graines et des noix.

## Reproduction
Cette espèce édifie son nid dans les troncs creux où elle se reproduit en mai et juin.